# Hagaman (New York)
Hagaman est un village du comté de Montgomery, dans l'État de New York, aux États-Unis,. En 2010, il comptait une population de 1 292 habitants.

## Démographie
Lors du recensement de 2010, le village comptait une population de 1 292 habitants. Elle est estimée, en 2019, à 1 272 habitants.